# Paroaria baeri
La cardenilla frentirroja o cardenal de frente rojo (Paroaria baeri) es una especie de ave paseriforme de la familia Thraupidae, perteneciente al  género Paroaria. Es endémica del centro de Brasil. Algunos autores sostienen que se divide en dos especies diferentes.

## Distribución y hábitat

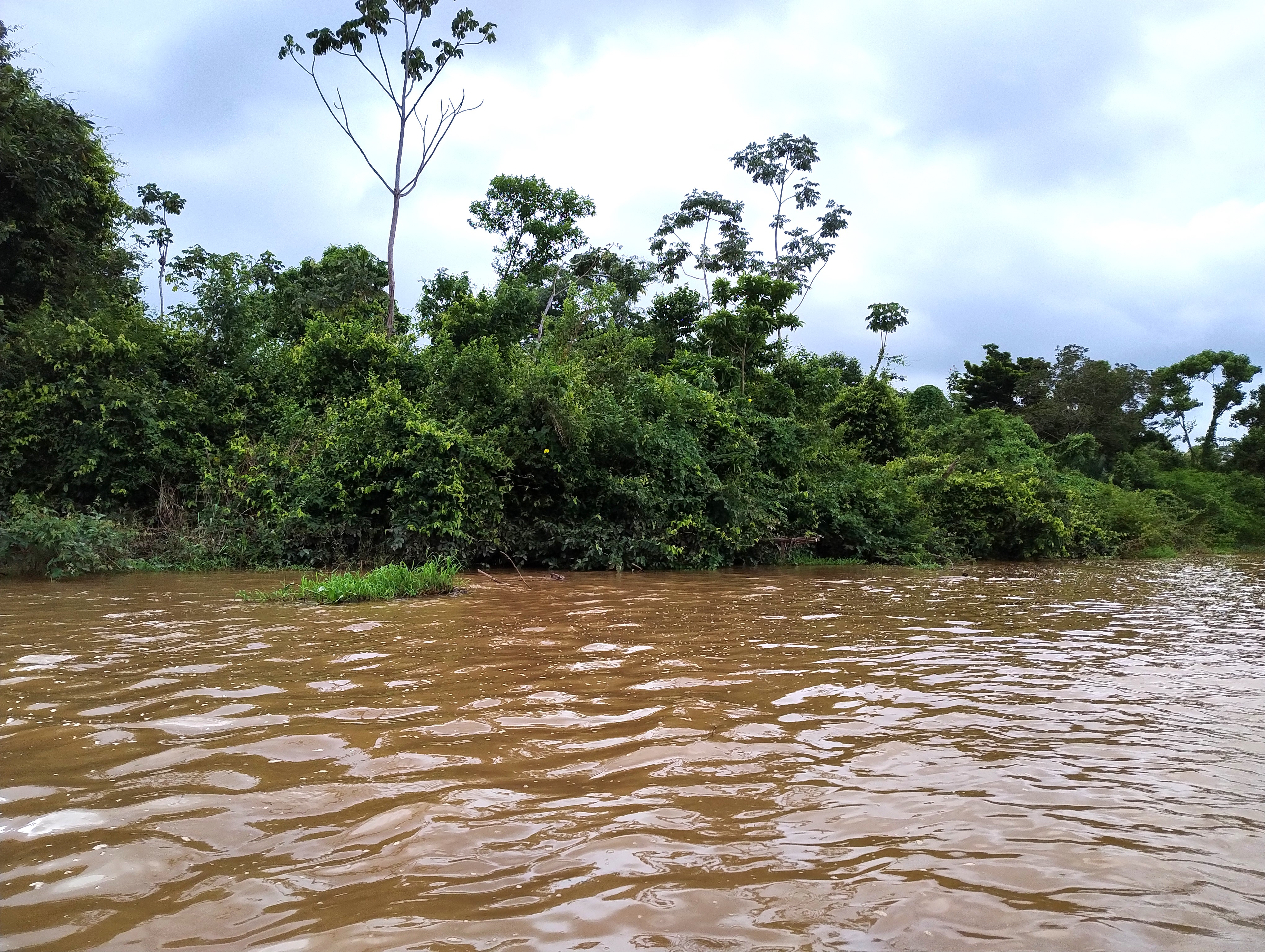
Crecimientos arbustivos riparios en las márgenes del río Araguaia, ejemplo de hábitat preferencial de la especie.

Se encuentra en los altos ríos Araguaia y Xingú, en el oeste del estado de Goiás, noreste de Mato Grosso, oeste de Tocantins y extremo sureste de Pará.
Esta especie es considerada rara y local en su hábitat natural: los crecimientos arbustivos riparios a lo largo de los ríos, entre 100 y 300 m de altitud.

## Descripción

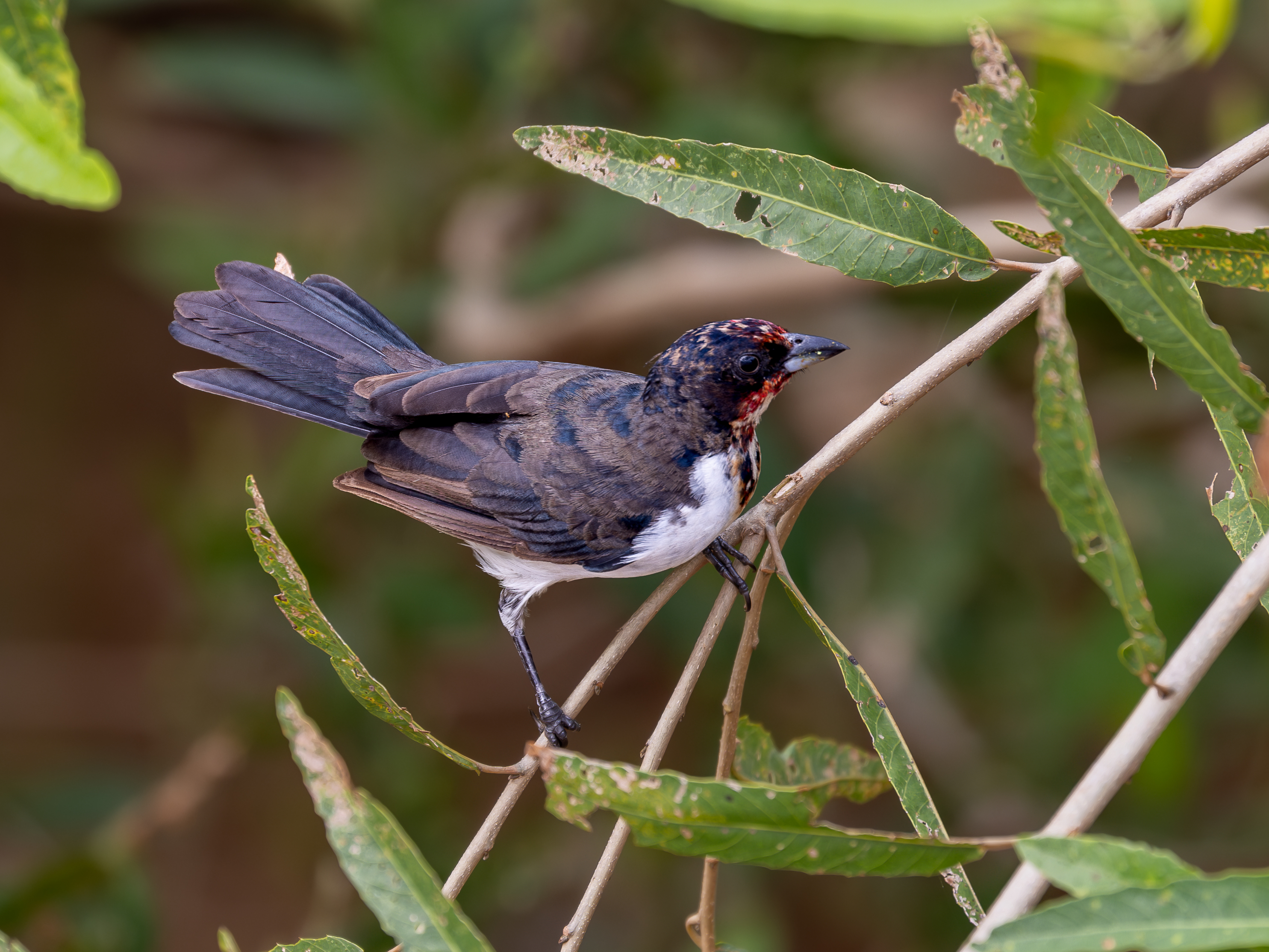
Ejemplar juvenil de cardenilla frentirroja en el río Araguaia, Aruanã, Goiás.

Mide 16,5 cm de longitud. La corona es rojo carmesí y el resto de la cabeza es de color negro brillante azulado. La garganta es roja, aunque frecuentemente es manchada y tiene la base negra. las partes superiores son negras y las inferiores blancas. La subespecie P. baeri xinguensis tiene más negro en la garganta, dejando apenas una estría malar roja.

## Sistemática

### Descripción original
La especie P. baeri fue descrita por primera vez por el ornitólogo austríaco Carl Eduard Hellmayr en 1907 bajo el mismo nombre científico; la localidad tipo es: «Río Araguaya, Goiás, Brasil».

### Etimología
El nombre genérico femenino «Paroaria» deriva del nombre tupí «Tiéguacú paroára», usado para designar un pequeño pájaro de color amarillo, rojo y gris; baseado en «Paroare» de Buffon (1770–1783); y el nombre de la especie «baeri», conmemora al naturalista francés Gustave Adolphe Baer (1838-1918).

### Taxonomía
Algunos autores sugirieron que la subespecie P. baeri xinguensis podería tratarse de una especie separada. En la Parte B de la Propuesta N° 469 al Comité de Clasificación de Sudamérica (SACC), se rechazó la elevación de P. gularis cervicalis y P. baeri xinguensis a especies plenas por falta de evidencias. Con base en las diferencias de plumaje y la separación geográfica, se propuso nuevamente la separación de P. xinguensis de P. baeri; sin embargo la Propuesta N° 739 al SACC fue rechazada al considerar que las evidencias no son significativas para justificar la separación. Solamente el Comité Brasileño de Registros Ornitológicos (CBRO) considera a P. xinguensis como especie plena: el cardenal del Xingú.

### Subespecies
Según las clasificaciones del Congreso Ornitológico Internacional (IOC) y Clements Checklist/eBird v.2019 se reconocen dos subespecies, con su correspondiente distribución geográfica:
- Paroaria baeri baeri Hellmayr, 1907 – centro de Brasil, al oeste de Goiás y de Tocantins y adyacente noreste de Mato Grosso.
- Paroaria baeri xinguensis Sick, 1950 – alto Río Xingú en el norte de Mato Grosso.